# Can Puigdomènec (Castellcir)
Can Puigdomènec és un edifici de Castellcir (Moianès) inclòs a l'Inventari del Patrimoni Arquitectònic de Catalunya.

## Descripció
Es tracta d'una masia encarada a ponent amb façana emblanquinada, amb tres nivells i una galeria de columnes al pis superior. Les columnes són cilíndriques i sostenen arcs rebaixats. La coberta és a dues vessants amb encavallada de fusta i teula àrab a l'exterior.
Les obertures al mur són rectangulars i es disposen sense seguir una simetria, amb un balcó al damunt de la porta d'ingrés ambdues al bell mig de la façana, una finestra quadrangular a la dreta de l'entrada a la planta baixa i altres dues a l'esquerra i a l'altura del primer i segon pis.

## Història
Aquesta casa, des del segle xviii, pertany a una d'aquelles masies que existien quan Castellcir era únicament rural.